# Петар Луковић
Петар Луковић (Краљево, 21. јануар 1951 — Београд, 12. фебруар 2024) био је српски новинар, новински уредник и рок критичар.

## Биографија
Похађао је Шесту београдску гимназију, а завршио Машински факултет Универзитета у Београду.
Новинарску каријеру започео је 1976. у „Дуги”. Као политички и рокенрол критичар писао је за многе југословенске новине и часописе, као што су „Џубокс”, „Младост”, „Полет”, „Недеља”, „Недељна Далмација”, „Политика”, „Ослобођење”, „Вјесник”, „Рок 82”, „Рок” и др. Био је главни уредник часописа „Тајне”, који се бавио паранормалним појавама и часописа „Секс клуб”, првог порно часописа у Србији. Био је главни и одговорни уредник портала „Е-новине” од његовог оснивања до 1. марта 2016. године, када је портал престао са радом.
У периоду од 1991. до 1996. године радио је за београдски недељник „Време”, где је једно време био и заменик главног уредника. Од 1996. до 1998. године писао је за „Нашу Борбу”. За хрватски сатирични недељник „Ферал трибјун” писао је од његовог оснивања 1984. године. Сарађивао је са часописима „Репортер” из Београда, „Дани” из Сарајева и „Младина” из Љубљане. У периоду од јануара 1996. до почетка бомбардовања СР Југославије, марта 1999, био је главни уредник часописа „X Zabava”. После 2000. је радио за власника РТВ Пинк Жељка Митровића.
Награду „Драгиша Кашиковић” је добио 1994. године као један од прва три лауреата, а награду дневника Данас „Сташа Маринковић” је добио 2001.
Петар Луковић се налазио на изборној листи ЛДП, ГСС, СДУ, ЛСВ за скупштинске изборе у Србији одржане 21. јануара 2007, али није успео да постане посланик због недовољног броја гласова које је ова коалиција освојила.

## Смрт
Године 2019. му је откривен рак плућа од кога се лечио годинама. Међутим, године 2021. му се рак проширио на мозак те је стављен на програм гама зрака и ножа. У наредне три године му се здравствено стање рапидно погоршавало и преминуо је 12. фебруара 2024. године у Београду после дуге и тешке болести.

Сахрањен је 18. фебруара 2024. године на гробљу Лешће.

## Дела
- Боља прошлост (1989)
- Ћорава Кутија (1993)
- Године распада — хроника српске пропасти (2000)